# Hanna Stankówna
Hanna Stankówna, Hanna Stanek-Lisowska (Poznań, 1938. május 4. – Varsó, 2020. december 14.) lengyel színésznő.

## Fontosabb filmjei
Mozifilmek
- Haláltánc (Prawdziwy koniec wielkiej wojny) (1957)
- A medveember (Lokis. Rękopis profesora Wittembacha) (1970)
- Díjak és kitüntetések (Nagrody i odznaczenia) (1974)
- A leprás nő (Trędowata) (1976)
- Barbara királyné sírfelirata (Epitafium dla Barbary Radziwiłłówny) (1983)
- A nőstényfarkas kísértete (Wilczyca) (1983)
- Szexmisszió (Seksmisja) (1984)
- Bármerre jársz (Wherever You Are...) (1988)
- Kívánságok könyve (sięga wielkich życzeń) (1997)

Tv-sorozatok
- 07 jelentkezz! (07 zgłoś się) (1978, 1984, három epizódban)
- Egy szélhámos karrierje (Kariera Nikodema Dyzmy) (1980, négy epizódban)
- Na Wspólnej (2008–2015, 2018)
- Barwy szczęścia (2007–2015, 76 epizódban)